# Usina Nuclear de Olkiluoto
Usina Nuclear de Olkiluoto em 2015
A Usina Nuclear de Olkiluoto(pt-BR) ou Central Nuclear de Olkiluoto(pt-PT?) (em finlandês:  Olkiluodon ydinvoimalaitos, em sueco:  Olkiluoto kärnkraftverk) é uma das duas usinas nucleares da Finlândia, sendo a outra a Usina Nuclear de Loviisa, de duas unidades. A usina pertence e é operada pela Teollisuuden Voima e está localizada na Ilha Olkiluoto, na costa do Golfo de Bótnia, no município de Eurajoki, no oeste da Finlândia, a cerca de 20 km da cidade de Rauma e a cerca de 50 km da cidade de Pori.
A usina consiste em dois reatores de água fervente (BWRs), cada um com capacidade de 890 MW, e um reator do tipo EPR (unidade 3) com capacidade de 1600 MW. Isso torna a unidade 3 atualmente a unidade de usina nuclear mais poderosa da Europa e a terceira mais poderosa do mundo. A construção da unidade 3 começou em 2005. A operação comercial começou em 16 de abril de 2023, após ter sido originalmente prevista para maio de 2009.